# Šahovska olimpijada 1976.
22. Šahovska olimpijada održana je 1976. u Izraelu. Grad domaćin bila je Haifa.

## Poredak osvajača odličja
| Mj. | Država     | Bodova | Igrači |
| --- | ---------- | ------ | ------ |
| 1.  | SAD        | 37,0   |        |
| 2.  | Nizozemska | 36,5   |        |
| 3.  | Engleska   | 35,5   |        |

| Pobjednici      |
| --------------- |
| SAD Peti naslov |